# Bryum longicolle
Bryum longicolle là một loài rêu trong họ Bryaceae. Loài này được Hedw. Sw. mô tả khoa học đầu tiên năm 1801.